# Мостище (Оленинский район)
Мостище — деревня в Оленинском муниципальном округе Тверской области России. До 2019 года входила в состав ныне упразднённого Холмецкого сельского поселения.

## География
Деревня находится в юго-западной части Тверской области, в зоне хвойно-широколиственных лесов, на правом берегу реки Литвинихи, к западу от автодороги 28Н-1152, на расстоянии примерно 14 километров (по прямой) к северо-западу от Оленина, административного центра округа.

### Часовой пояс
Деревня Мостище, как и вся Тверская область, находится в часовой зоне МСК (московское время). Смещение применяемого времени относительно UTC составляет +3:00.

## Население
| 2010 |
| ---- |
| 0    |

### Национальный состав
Согласно результатам переписи 2002 года в деревне проживал один житель русской национальности.